# Piriqueta revoluta
Piriqueta revoluta är en passionsblomsväxtart som beskrevs av M.M. Arbo. Piriqueta revoluta ingår i släktet Piriqueta och familjen passionsblomsväxter. Inga underarter finns listade i Catalogue of Life.